# Brainy Studio LLC
Brainy Studio LLC — российская  инди-студия, занимающаяся разработкой  мобильных (iOS, Android, Windows Phone) и  компьютерных игр (PC, Xbox One). Офис компании расположен в  Перми. Компания известна по игре TurnOn, с которой в 2014 году победила в финале международного технологического конкурса Imagine Cup, проводимого при поддержке Microsoft и других высокотехнологичных компаний. 

## История
Студию основали студенты и аспиранты электротехнического факультета  Пермского политеха: веб-разработчик Евгений Ромин, программист Антон Баранов и художник Илья Антонов 6 января 2013 года. В этом же году вышла их первая игра на платформе Windows Phone под названием WitchCraft (колдовство или ремесло ведьмы), с которой студия заняла 2 место на российском финале Imagine Cup в Москве. 
В 2014 году состав студии увеличился, к команде присоединились Unity-разработчик Александр Фролов (покинул студию в летом 2015 года) и маркетолог Дмитрий Огородников. Летом студия победила в категории "Игры" в международном финале Imagine Cup с прототипом игры TurnOn, а также получила право пройти акселерацию в программе AppCampus, организованной совместно Microsoft и Nokia в финском университете  Аалто. 
В феврале 2015 года компания выпустила первый дэмо-эпизод игры TurnOn для Windows Phone, в том же году провела кампанию в Steam Greenlight . Полная версия игры выйдет 1 июня 2016 года на Xbox One (впервые для российских проектов в рамках программы ID@Xbox) и в Steam (получила "зелёный свет" 17 апреля 2015 года )

## Вышедшие игры
- WitchCraft (2013), платформы: Windows Phone. [8]
  - 2 место в российском финале конкурса Imagine Cup 2013.
- Clumsy Sheep Lullaby (2014), платформы: iOS, Android, Windows Phone, Windows Store.
- Angry Bees (2014), платформы:  iOS, Android, Windows Phone, Windows Store.
- TurnOn (2015), 1 демо-эпизод, платформы: Windows Phone.[9]
  - 1 место в категории "Игры" на крупнейших в мире технологических соревнованиях  Imagine Cup 2014 в городе Сиэтл.[10]
  - "Best Indie Game" на конференции разработчиков и издателей игр DevGamm Moscow 2014.[11]
  - 3 место на фестивале игр  GamesJamKanobu 2014 среди 450 игр.[12]
  - Полуфиналист международного конкурса  Adobe Design Achievements Awards 2014 в номинации Game Art and Design.